# Linne D. Klemmedson
Linne D. Klemmedson (* 7. September 1894 in Colorado Springs, Colorado; † 23. Januar 1963) war ein US-amerikanischer Soldat, Lehrer und Politiker (Demokratische Partei).

## Werdegang
Über Linne D. Klemmedson ist nicht viel bekannt. Klemmedson diente während des Ersten Weltkrieges als Private in der Kompanie B vom 329. Infanterieregiment. Danach besuchte er das Colorado Agricultural College, wo er 1923 seinen Bachelor of Science in Tierhaltung machte und 1927 seinen Masterabschluss in Agricultural Education. Von 1927 bis 1937 war er an der Fakultät vom College of Agriculture der University of Arizona tätig. Klemmedson wurde Vorsitzender im Department of Agriculture and Home Economics mit dem Rang eines ordentlichen Professors. Die Weltwirtschaftskrise überschattete diese Jahre.
1937 wechselte er in die Privatwirtschaft, wo er zwei Jahre tätig war.
Danach wurde er 1939 State Supervisor im Department of Education for Vocational Agricultural Education. Klemmedson unterrichtete am Phoenix College, wo er den Fachbereich Agricultural Education errichtete. Während des Zweiten Weltkrieges war er als State Supervisor of Vocational Education für das War Production Training Program in Arizona verantwortlich.
Der Gouverneur von Arizona Sidney Preston Osborn ernannte ihn dann am 16. September 1947 zum neuen Superintendent of Public Instruction von Arizona, um die Vakanz zu füllen, die durch den Rücktritt von Nolan D. Pulliam entstand. Bei den Wahlen im Jahr 1948 kandidierte er für den Posten als Superintendent of Public Instruction von Arizona, erlitt aber eine Niederlage bei den demokratischen Vorwahlen gegen M.L. Brooks und schied im Januar 1949 aus dem Amt.
Klemmedson wurde auf dem Prescott National Cemetery beigesetzt.